# Геосфери

Перетин Землі від ядра до екзосфери

Геосфери або оболонки Землі (англ. geospheres, нім. Geosphären f pl, нім. Erdschalen f pl) — концентричні оболонки, з яких складається Земля. Геосфери різняться між собою будовою, фізичними й хімічними властивостями. Наукове уявлення про особливості окремих геосфер базується головним чином на даних геофізичних методів дослідження.
Виділяють зовнішні оболонки — магнітосферу, атмосферу і гідросферу, та внутрішні — літосферу, мантію і ядро Землі. Окремо виділяють оболонку біосфери. 

## Біосфера
Біосфе́ра (дав.-гр. βιος — життя та σφαῖρα — куля) — природна підсистема географічної оболонки, що являє собою глобальну планетарну екосистему (населена живими організмами). Маса біосфери — близько 0,05% маси Землі.
Біосфери на інших планетах, окрім Землі, невідомі. Вважається, що бактеріальні біосфери або подібні до них можуть існувати на Марсі, Венері і ймовірно інших малих планетах.

## Зовнішні оболонки

### Магнітосфера
Магнітосфера – ділянка навколоземного (чи навколопланетного) простору, фізичні властивості якої визначаються магнітним полем планети та його взаємодією з потоками заряджених частинок. Окрім Землі магнітосфера існує в інших планет, які мають власне магнітне поле: у Меркурія, Юпітера, Сатурна, Урана та Нептуна.
Термін магнітосфера запропонував 1959 року Томас Ґолд.
Незважаючи на назву, магнітосфера за формою зовсім не сферична — формою вона швидше нагадує цибулину.
Магнітне поле планет, зокрема Землі, близьке за формою до поля магнітного диполя, і його напруженість біля поверхні Землі становить близько 40 A/м, міняючись від екватора до магнітних полюсів. Найпотужніша та найактивніша магнітосфера Юпітера. Її особливістю є те, що всередині неї рухаються чотири великі супутники: Іо, Ганімед, Каллісто та Європа. У магнітосфері Юпітера, як і в земній, є радіаційні пояси.
Магнітосфера розташована вище від іоносфери й простягається на відстань у кілька разів більшу за радіус Землі. Це область де магнітне поле Землі суттєво вливає на рух частинок сонячного вітру. Досить чітка межа між магнітосферою та плазмою, утвореною частинками сонячного вітру, називається магнітопаузою

### Атмосфера
Атмосфера — це газова оболонка Землі, яка обертається разом з нею. Саме тут проходить озоновий захист життя Землі від жорсткого для всього живого випромінювання Сонця. Сонячна радіація, яка проходить до земної поверхні, має зовсім безпечні границі, а всі ультрафіолетові промені з меншою довжиною хвилі в'язнуть у цьому невидимому, легкому, але непроникному шарі повітряного океану. За характером зміни різних параметрів атмосферу Землі розділяють на такі шари: тропосфера (9-18км), стратосфера (50-55км), мезосфера (80-90км), термосфера (вище 90 км до 800—1000 км) і екзосфера (вище 800-1000 км). Атмосферний кисень О2, необхідний для дихання людей, тварин, переважної більшості рослин і мікроорганізмів. Основне джерело утворення кисню — це фотосинтез зелених рослин. Водяна пара — це джерело утворення хмар, туманів, опадів. Вона захищає земну поверхню від надмірного охолодження.

### Гідросфера
Гідросфера — водяна оболонка Землі, до складу якої входять океани, моря та континентальні водні маси, сніговий покрив і льодовики.

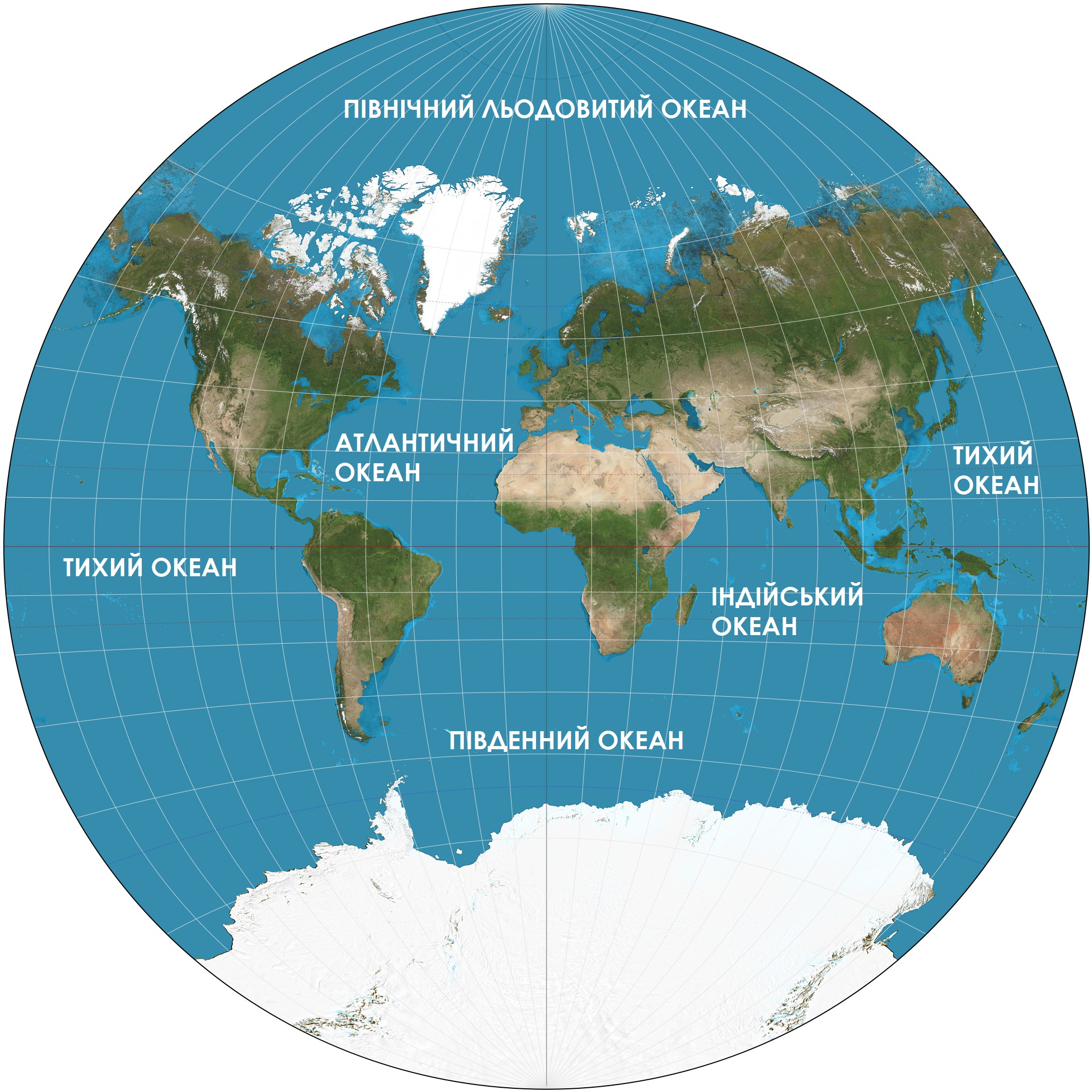
Світовий океан (проєкція Ван дер Ґрінтена)

Океани, моря, озера, річки, підземні води та льодові покриви вкривають майже 71% земної поверхні. Водні ресурси планети в рідкому, газоподібному і твердому станах становлять 1,6 млрд км³. Це 1/800 об'єму Землі. Гідросфера є досить рухливим елементом географічної оболонки.
Вона утворює її переривчасту водну оболонку. Середня глибина океану становить 3,8 км, максимальна (Маріанська западина Тихого океану) — 11 022 м. Близько 97% маси гідросфери складають солоні океанічні води, 2,2% — води льодовиків, інша частина припадає на підземні, озерні і річкові прісні води. Область біосфери в гідросфері представлена у всій її товщі, однак найбільша густота живої речовини припадає на поверхневі верстви, що прогріваються і освітлені променями сонця, а також прибережні зони.
У загальному вигляді прийнято ділення гідросфери на Світовий океан, поверхневі води і підземні води. Велика частина води зосереджена в океані, значно менше — в континентальній річкової мережі і підземних водах. Також великі запаси води є в атмосфері, у вигляді хмар і водяної пари. Понад 96% обсягу гідросфери складають моря й океани, близько 2% — підземні води, близько 2% — льоди і снігу, близько 0,02% — поверхневі води суші. Частина Н2О знаходиться в твердому стані у вигляді льодовиків, снігового покриву та у вічній мерзлоті, представляючи собою кріосферу.
Поверхневі води, займаючи порівняно малу частку в загальній масі гідросфери, все ж відіграють найважливішу роль в житті наземної біосфери, будучи основним джерелом водопостачання, зрошення і обводнення. Понад те ця частина гідросфери знаходиться у постійній взаємодії з атмосферою і земною корою.
Взаємодія цих вод і взаємні переходи з одних видів вод в інші становлять складний круговорот води на земній кулі. У гідросфері вперше зародилося життя на Землі. Лише на початку палеозойської ери почалося поступове переселення тварин і рослинних організмів на сушу.

## Внутрішні оболонки

### Літосфера
Земна кора разом із субстратом становить літосферу.

#### Земна кора
Земна кора — продукт фізико-хімічних процесів надр Землі, її зовнішній шар. Земну кору складають магматичні, осадочні та метаморфічні, гірські породи.
Верхня з внутрішніх оболонок відділяється від мантії поверхнею Мохоровичича. Товщина земної кори під океанами 5…10 км, під гірськими системами — до 60…80 км.

### Мантія Землі
Мантія Землі, підошва якої міститься на глибині 2900 км, поділяється на верхню мантію (товщина 850…900 км) і нижню мантію (товщина близько 2000 км). Частину верхньої мантії, що лежить безпосередньо під земною корою, називають субстратом. 

#### Астеносфера
Середня частина верхньої мантії називається астеносферою, або шаром Ґутенберґа, нижня — шаром Голіцина.

### Ядро Землі
Ядро Землі має радіус близько 3500 км; поділяється на зовнішнє і внутрішнє ядро — суб'ядро.

## Хімічний склад геосфер Землі, % мас
